# Campbelltown City (South Australia)
Koordinaten: 34° 53′ S, 138° 40′ O

Die Campbelltown City ist ein lokales Verwaltungsgebiet (LGA) im australischen Bundesstaat South Australia. Campbelltown gehört zur Metropole Adelaide, der Hauptstadt von South Australia. Das Gebiet ist 24 km² groß und hat etwa 50.000 Einwohner (2016).
Campbelltown grenzt im Westen an das Stadtzentrum von Adelaide. Das Gebiet beinhaltet acht Stadtteile: Athelstone, Campbelltown, Hectorville, Magill, Newton, Paradise, Rostrevor und Tranmere. Der Verwaltungssitz des Councils befindet sich im Stadtteil Rostrevor, wo etwa 7750 Einwohner leben (2016).

## Verwaltung
Der Campbelltown City Council hat 14 Mitglieder. Neun Councillor werden von den Bewohnern der fünf Wards gewählt (je zwei aus Newton, Gorge, Hectorville und Woodforde, einer aus dem River Ward). Diese fünf Bezirke sind unabhängig von den Stadtteilen festgelegt. Vier weitere Ratsmitglieder sowie der Vorsitzende und Mayor (Bürgermeister) werden von allen Bewohnern der City gewählt.

## Töchter und Söhne
- Miles Scotson (* 1994), Radsportler